# Chorizema diversifolium
Chorizema diversifolium är en ärtväxtart som beskrevs av A.Dc. Chorizema diversifolium ingår i släktet Chorizema och familjen ärtväxter. Inga underarter finns listade i Catalogue of Life.